# Estadi Adelmar da Costa Carvalho
L'Estadi Adelmar da Costa Carvalho, també conegut com Estadi Ilha do Retiro, és un estadi de futbol de la ciutat de Recife, capital de l'estat de Pernambuco del Brasil. Té una capacitat per a més de 30.000 espectadors.
Va ser inaugurat el 4 de juliol de 1937 i va ser seu de la Copa del Món de Futbol de 1950. És propietat del club Sport Recife.

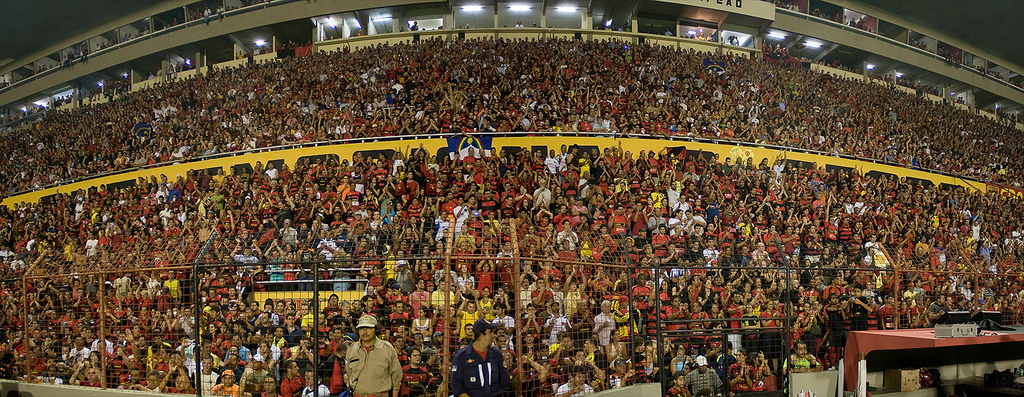
Vista de la graderia de l'estadi.